# Alexandre-Charles Renard

Kardinalswappen von Alexandre-Charles Renard

 Alexandre-Charles Kardinal Renard (* 7. Juni 1906 in Avelin, Frankreich; † 8. Oktober 1983 in Paris) war ein französischer Theologe und Bischof der Römisch-katholischen Kirche. Er wirkte unter anderem als Erzbischof von Lyon und Primas von Frankreich.

## Leben
Alexandre-Charles Renard studierte in Lille die Fächer Philosophie und Katholische Theologie. Er empfing am 12. Juli 1931 das Sakrament der Priesterweihe und arbeitete nach Beendigung weiterführender Studien ab 1933 als Dozent in Marcq-en-Barœul, Haubourdin und Lille. Während seiner Zeit als Hochschullehrer in Lille war er in den Jahren 1938 bis 1947 zusätzlich als Gemeindeseelsorger tätig.
1953 ernannte ihn Papst Pius XII. zum Bischof von Versailles. Die Bischofsweihe spendete ihm am 19. Oktober 1953 Achille Kardinal Liénart, Mitkonsekratoren waren Bischof Stanislas Courbe, Titularbischof von Castoria und Bischof Alfred-Jean-Félix Ancel, Titularbischof Bishop of Myrina. Alexandre-Charles Renard nahm in den Jahren 1962 bis 1965 am Zweiten Vatikanischen Konzil teil. Papst Paul VI. ernannte ihn am 28. Mai 1967 zum Erzbischof von Lyon und nahm ihn einen Monat später als Kardinalpriester mit der pro hac vice zur Titelkirche erhobenen Titeldiakonie San Francesco di Paola dei Calabresi in das Kardinalskollegium auf. 1976 wechselte er seinen Kardinalstitel auf die Titelkirche Santissima Trinità al Monte Pincio. Alexandre-Charles Renard legte die Leitung des Erzbistums Lyon 1981 aus Alters- und Krankheitsgründen nieder. Er starb am 8. Oktober 1983 in Paris und wurde in der Kathedrale von Lyon bestattet.